# Ryū ga Gotoku Kenzan!
Ryū ga Gotoku Kenzan! (龍が如く 見参!?), anche conosciuto come Yakuza Kenzan è un videogioco, spin-off della serie Yakuza. Il gioco è stato pubblicato da SEGA nel 2008 per PlayStation 3. Era stato annunciato in occasione del Tokyo Game Show 2007 e reso disponibile nel 2008.
Dato che si tratta del terzo capitolo della serie Yakuza, si fa spesso riferimento ad esso con il titolo Yakuza 3 che in realtà è un altro gioco, sequel ufficiale di Yakuza 2.
La versione in lingua giapponese del gioco è stata pubblicata il 6 marzo 2008 in Giappone e nel Sud-est asiatico, mentre la Sony ha pubblicato il titolo in Corea del Sud il 25 marzo 2008.. A fine dicembre 2009, commentando l'opportunità di una pubblicazione occidentale, Darren Macbeth della Sega australiana ha dichiarato "Non c'è alcun programma al momento per Yakuza Kenzan. Attualmente ci stiamo concentrando sulla pubblicazione di Yakuza 3. I riscontri che otterremo da questa pubblicazione ci aiuteranno nelle future decisioni". Nonostante queste dichiarazioni e il rilascio occidentale, negli anni, di Yakuza 3, Yakuza 4, Yakuza 5, Yakuza: Dead Souls e Yakuza 0, ad oggi una versione occidentale di Kenzan non si è mai concretizzata. È possibile che non sia stato localizzato anche per via di contenuti "tabù" legati alla prostituzione minorile e i bordelli oiran presenti nella trama del gioco.